# Playa de Las Teresitas
La playa de Las Teresitas es una playa situada en el pueblo de San Andrés del municipio de Santa Cruz de Tenerife, en la isla de Tenerife (Canarias, España). Es la playa más conocida y turística de la ciudad de Santa Cruz, ofreciendo equipamientos y servicios hosteleros.
Se trata de una playa transformada en la década de 1970 sobre otra preexistente de arena negra volcánica. La playa original, que recibía los nombres de Tras la Arena y Las Teresas, entre otros, se rellenó de arena traída del desierto del Sáhara para ampliar su extensión, construyéndose también un dique rompeolas para evitar el oleaje.

## El rompeolas
El rompeolas es una construcción que protege la playa del oleaje. Se trata de una acumulación de rocas de grandes dimensiones, con una longitud aproximada de un kilómetro, limitada por dos espigones que parten de la zona de la Cofradía de pescadores de San Andrés y de la Punta de Los Órganos. Presenta dos bocanas en sus extremos.
Dista una media de 150 m desde la orilla, aunque varía mucho; con la marea baja al mínimo dista unos 110 m, registrándose casos extremos de hasta 90 m. Con la marea alta se encuentra a una distancia de entre 175 y 200 m, documentándose un caso en que la masa de agua invadía toda la playa y el rompeolas no era visible desde la costa. Desde el espigón sur dista de 25 a 30 m, y desde el espigón norte, 10 m.

## El escalón
Entre los 22 m (marea baja) y los 60 m (marea alta) se encuentra el escalón. Este es un corte de la arena artificial. Normalmente, y con la marea baja, se encuentra a metro y medio de la superficie y desciende hasta los cuatro metros. A partir de aquí, desciende lentamente hasta llegar al inicio del rompeolas. La apnea está permitida, pero no es recomendable. En cuanto al relieve, hay grandes rocas esparcidas, visibles incluso en la superficie, debajo del agua, y sin protección ocular.

## Proyecto de remodelación
Mediante un proyecto realizado por el arquitecto Dominique Perrault se pretendía remodelar y reestructurar totalmente el frente de la playa, comprendido entre los límites del actual barranco del Cercado de San Andrés hasta el espigón del final de la playa. Para ello se reformaría la zona anterior a la playa, reubicando algunas de las especies vegetales existentes, colocando otras nuevas y sustituyendo los locales comerciales.
El proyecto global se dividía en dos fases de actuación: la fase zona Playa de las Teresitas, que desarrollaría el Ministerio de Medio Ambiente a cargo del Convenio de actuación en Costas subscrito con la comunidad autónoma de Canarias; y la fase Acceso a la Playa y complementos, a partir del convenio de colaboración Plan Infraestructuras y calidad turística de Canarias entre el Ayuntamiento de Santa Cruz de Tenerife y el Cabildo Insular de Tenerife.
Además, se rehabilitaría el entorno próximo de la playa, encauzando los barrancos del Cercado y de Las Huertas, creando un puente que atravesaría el nuevo cauce y nuevas conexiones con futuras intervenciones a realizar. Se preveía construir un hotel en la antigua Batería militar de San Andrés, una posible zona deportiva al otro lado del barranco y mejorar la red viaria que une los núcleos de la parte superior de Anaga con San Andrés y Santa Cruz de Tenerife.

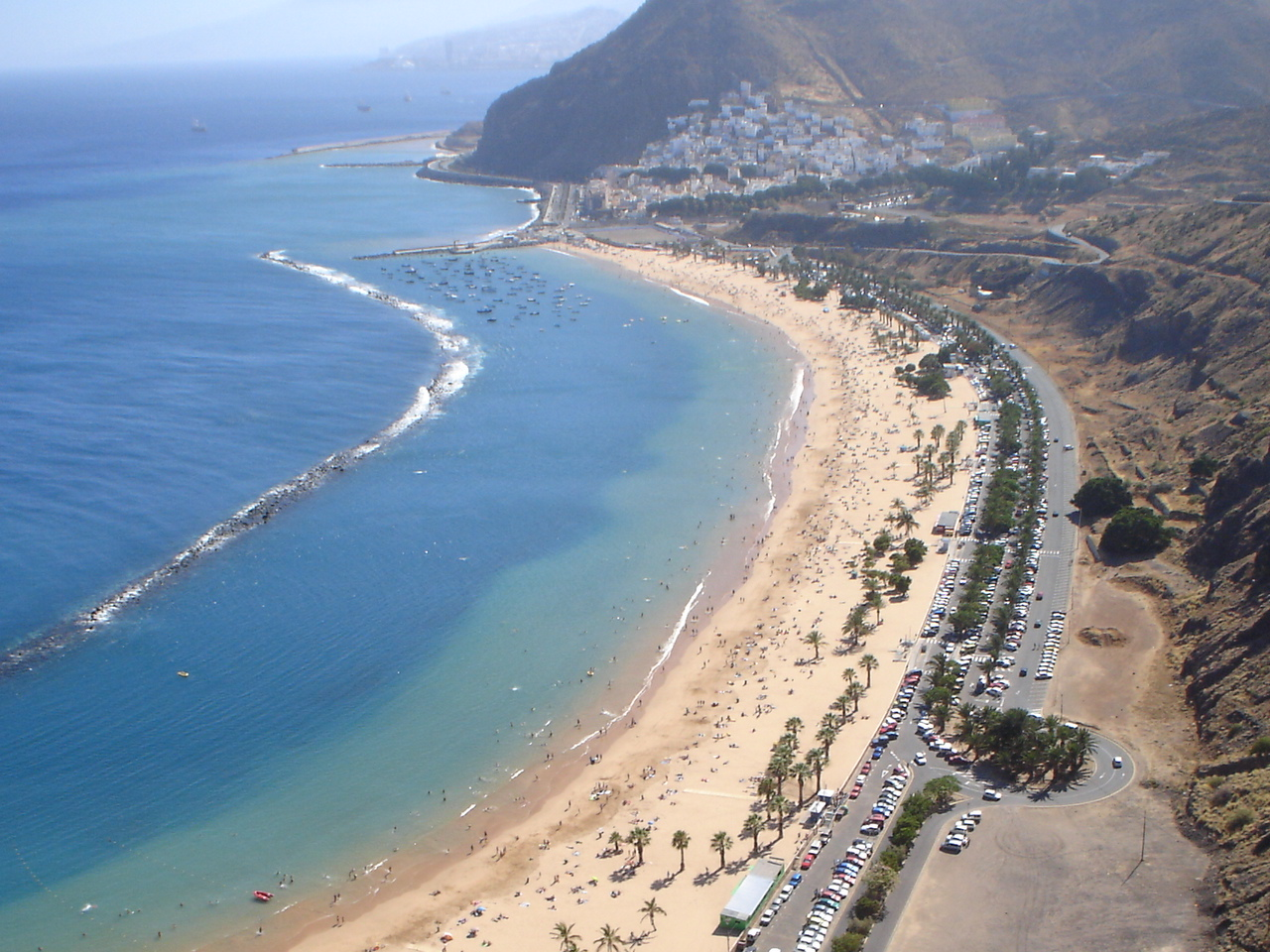
Vista de la playa de Las Teresitas con el rompeolas.

El proyecto original de Dominique Perrault incluía además un anfiteatro al aire libre, pequeños kioscos y pabellones dedicados a la hostelería por toda la playa, cabinas de servicios (baños, vestuarios, etc.) y un edificio de aparcamientos y locales comerciales. Este último, popularmente conocido como Mamotreto, se encuentra paralizado en su construcción, pues se comenzó a edificar sin los permisos pertinentes. Además, el proyecto de Perrault también contaba con la construcción de un mirador situado en lo alto de la montaña de El Suculum. En este mirador se encontraría una gran cruz blanca dominando Las Teresitas, dicho monumento se divisaría desde la playa y el mar.

## Caso «Las Teresitas»
Los terrenos en torno a la playa han sido expropiados, recalificados y vueltos a vender. El 19 de abril de 2007 Miguel Zerolo, alcalde de Santa Cruz de Tenerife, fue imputado formalmente por el Tribunal Superior de Justicia de Canarias (TSJC) de los delitos de prevaricación y malversación de fondos públicos por esta operación. El Tribunal Supremo en mayo de 2007 anuló la compraventa de los terrenos aledaños a la playa de Las Teresitas por ser «contraria al ordenamiento jurídico». La Intervención General de la Administración del Estado en un informe calificó esta operación como «pelotazo de libro». En abril de 2017, la Audiencia Provincial de Santa Cruz de Tenerife condenó a Miguel Zerolo (exalcalde) a siete años de cárcel, por los delitos por los que estaba imputado. También fueron condenados el concejal de urbanismo (Manuel Parejo) y dos empresarios relacionados con la trama: Ignacio González y Antonio Plasencia.

## Bandera azul
Las Teresitas contó con el distintivo de la bandera azul entre 2000 y 2003, pero la situación tanto legal como sanitaria de los quioscos de la playa ha llevado a la pérdida de esta distinción.

## Yacimiento paleontológico
En la playa de Las Teresitas existe un importante yacimiento paleontológico del Cuaternario. Se trata de un yacimiento submarino en una playa sumergida, de aproximadamente 400 metros cuadrados. El mismo contiene fósiles moluscos de Charonia variegata y Patella candei (este último endémico de la región macaronesia) y otros endemismos de alto valor científico. El yacimiento es célebre por ser el único de las Canarias occidentales en donde ha aparecido fósiles de Strombus bubonius, el cual es característico del último período interglacial de la región Mediterráneo-lusitana. El Yacimiento paleontológico de la Playa de Las Teresitas está catalogado como uno de los más importantes de la isla de Tenerife.

## Celebraciones
La playa de Las Teresitas ha sido receptora de festivales y conciertos, algunos de ellos especialmente recordados como el Festival Amanecer latino en mayo de 1993, el cual reunió artistas de la talla de Celia Cruz, Óscar D'León, Rosario Flores, New York Band y otros cantantes americanos y españoles. Dicho festival fue emitido a nivel nacional por Televisión Española.
Las principales celebraciones anuales celebradas en la playa o en sus inmediaciones son la celebración municipal de las Hogueras de San Juan la noche del 23 al 24 de junio, y la embarcación de la imagen de la Virgen del Carmen de la localidad de San Andrés (que es embarcada en el muelle pesquero de la playa) el último domingo del mes de julio.